# Лёнин, Александр Васильевич
Алекса́ндр Васи́льевич Лёнин (1915—1984) — советский колхозник, Герой Социалистического Труда, депутат Совета Союза Верховного Совета СССР 7 и 8 созывов.

## Биография
Родился в 1915 году в селе Иваньково-Дурасово. Член КПСС.
В 1931—1942 — рабочий, мастер химлесхоза, военнослужащий Советской армии, начальник отделения связи.
Участник Великой Отечественной войны
В 1943—1951 — закупщик сельпо, заместитель председателя колхоза, пропагандист райкома КПСС, председатель сельсовета.
В 1951—1976 — председатель колхоза «Красный луч» Алатырского района Чувашской АССР.
Указом Президиума Верховного Совета СССР от 23 июня 1966 года присвоено звание Героя Социалистического Труда с вручением ордена Ленина и золотой медали «Серп и Молот».
Депутат Совета Союза Верховного Совета СССР 7 и 8 созывов от Чувашской АССР (1966—1974). Делегат XXII съезда КПСС (1961).
Умер в 1984 году в селе Иваньково-Ленино.

## Награды и звания
- Герой Социалистического Труда (23.06.1966)
- Орден Ленина (23.06.1966)
- Орден Октябрьской Революции (08.04.1971)
- Орден Красной Звезды (28.12.1944)